# اندیس گاگیش
گاگیش یک اندیس غیرفلزی است که در حوالی شهر سردشت استان آذربایجان غربی قرار دارد و مادهٔ معدنی موجود در آن، میکا است.سنگ میزبان این اندیس آهک است  